# Малео (птица)
Малео (лат. Macrocephalon maleo) — вид птиц из семейства большеногов. Единственный представитель рода Macrocephalon, эндемик индонезийских островов Сулавеси и Бутунг.

## Общая характеристика

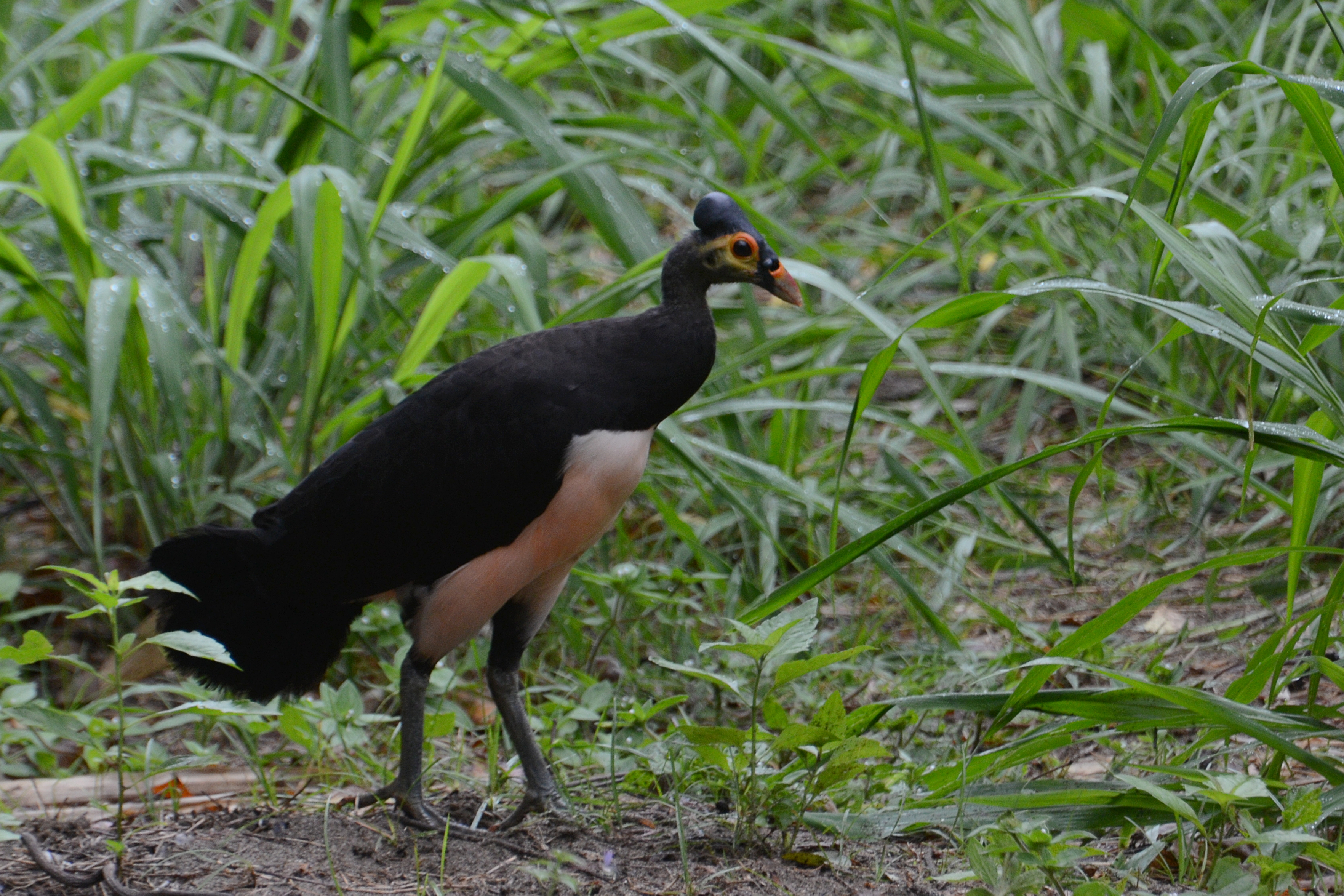

Малео достигает длины до 55 см; самцы весят 1365—1622 г, а самки — от 1430 до 1758 г. Оперение преимущественно чёрное, грудь и брюхо розовые. Голая кожа лица жёлтая, радужины красновато-коричневые, клюв красновато-оранжевый. У самцов и самок на голове имеется чёрный костяной бугорок, выступающий назад. Этот бугорок тянется вниз по лбу к основанию надклювья. В основном он полый, и его функция неизвестна. На серо-голубых пальцах ног, разделённых мембраноподобной кожей, имеется 4 длинных, острых когтя. Внешне оба пола похожи, только самки немного меньше и их окраска оперения бледнее.

## Распространение
Малео населяет тропические равнинные и горные леса островов Бутунг и Сулавеси в Индонезии.

## Питание
Питание малео состоит преимущественно из плодов, семян, муравьёв, термитов, жуков и других мелких беспозвоночных.

## Размножение
Малео моногамны, пара создаётся на всю жизнь. Малео строит гнёзда на берегах рек и песчаных участках, а также у выходов геотермальных источников. На участке шириной до 300 см может быть до 490 нор и до 22 пар птиц. Яйца малео примерно в пять раз больше куриных. Самка откладывает каждое яйцо в нору в песке на глубину 10—100 см и предоставляет солнцу или геотермальному теплу согревать кладку. Инкубационный период продолжается 62—85 дней при температуре почвы 32—39 °C. После вылупления птенцы прокладывают себе дорогу сквозь песок и прячутся в лесу. Молодые птицы умеют летать и полностью независимы от родителей. Они самостоятельно ищут питание и защищаются от хищников, таких как ящерицы, питоны, кабаны или кошки.

## Охранный статус
Одна из основных причин исчезновения малео в дикой природе — сбор их яиц людьми. Другой важный фактор — вырубка лесов, лишающая птиц среды обитания. Также малео страдают от завезенных человеком животных — собак и крыс, которые уничтожают малео или их гнёзда. Всё это привело к сокращению популяции малео на 90 %.